# Max Kramer (Golfspieler)
Maximilian „Max“ Kramer (* 12. Januar 1984 in Fulda) ist ein ehemaliger deutscher Berufsgolfer, der seit dem Jahr 2009 auf der European Challenge Tour spielte und zuletzt auf der Mena-Tour. Im Jahr 2020 beendete er seine Karriere und ist seitdem als Trainer tätig.

## Turniersiege

### EPD Tour
- 2007 Sybrook Classic
- 2007 Olympus Classic
- 2007 GTG-Qualifikation
- 2008 Gloria Open
- 2008 Heidelberg Lobenfeld

### Sonstige Turniere
Amateur
- 2003 Internationale Deutsche Amateurmeisterschaften